# Harjodowo (Sukorejo)
Harjodowo is een bestuurslaag in het regentschap Kendal van de provincie Midden-Java, Indonesië. Harjodowo telt 2156 inwoners (volkstelling 2010).